# Matthew Barzun
Matthew Winthrop Barzun, född 23 oktober 1970 i New York i New York, var 2009–2011 USA:s ambassadör i Sverige. Han är en amerikansk affärsman som verkat i Louisville, Kentucky. Barzun är känd för sitt arbete i CNET och för sitt engagemang för Barack Obama i presidentvalet i USA 2008.
Barzun växte upp i Lincoln i Massachusetts och tog en fil.kand. i historia vid Harvard University 1993. Han har varit verksam vid CNET i mer än tio år och var en av företagets första anställda. Han var aktiv i John Kerrys kampanj i Presidentvalet i USA 2004 och var en betydande bidragsgivare i Barack Obamas kampanj 2008. President Obama har kritiserats för att ha belönat Barzun för sina bidrag med en ambassadörspost. Barzun har beskrivit Sveriges utrikesminister Carl Bildt som en "medelstor hund" i diplomatrapporter. 
Barzun avslutade sitt uppdrag i Sverige i slutet av maj för att jobba som ordförande i den finansiella kommittén på uppdrag av USA:s president Barack Obama.
Barzun är släkt med John Winthrop, Massachusetts förste guvernör. Han är gift med Brooke Brown Barzun och paret har tre barn tillsammans. Barzuns farfar var Jacques Barzun (1907-2012), en franskfödd amerikansk historiker.